# Burgkemnitz
Burgkemnitz este o comună din landul Saxonia-Anhalt, Germania.